# アイデミー
株式会社アイデミーは、2005年に設立された日本のIT企業。
オンラインAI教育プラットフォーム及びAI/DXサービスを提供している。同社のプラットフォームは、プログラミング、デザイン、ビジネスなど多岐にわたるコースを提供しており、利用者は自分のペースで学習することができる。同社は、教育のアクセスを広げ、知識を共有することを使命としている。また、アイデミーは、日本国内で多数のパートナーシップを結び、教育機関や企業と連携している。

## 沿革
- 2014年6月 - 代表取締役の石川聡彦が東京大学在学中に、東京都中央区にGoods株式会社を設立[2]
- 2016年7月 - 本社を東京都渋谷区に移転
- 2017年
  - 7月 - 商号を株式会社アイデミーに変更
  - 9月 - 個人領域におけるデジタル人材育成支援プログラム「Aidemy Premium（アイデミー プレミアム）」をリリース
  - 12月 - 無料で学べるAIプログラミング学習サービス「Aidemy Free（アイデミーフリー）」をリリース
- 2018年
  - グッドデザイン賞受賞（詳細後述）
  - 7月 - エンタープライズ企業のデジタル変革に向けて必要なデジタル人材の育成支援を行うオンラインDXラーニング「Aidemy Business（アイデミー ビジネス）」をリリース
  - 本社を東京都文京区に移転
- 2019年
  - 3月 -「Aidemy Business」に付随したサービスとして講師派遣型でデジタル人材育成研修を行う「Aidemy Practice（アイデミープラクティス）」をリリース
  - 12月 - 一般社団法人日本経済団体連合会（経団連）に入会
- 2020年
  - 1月 - ダイキン工業株式会社と資本業務提携契約を締結。AI人材の育成を強化し、AIを活用したソリューションを創出
  - テクノプロと資本業務提携契約を締結。AI人材育成からサービス開発まで共同で実施
  - 4月 - エンタープライズ企業のデジタル変革をテーマ選定からPoC開発、システム開発、運用まで一気通貫で伴走型支援するサービス「Modeloy（モデロイ）」をリリース
  - 8月 - 本社を東京都千代田区に移転
- 2021年
  - 2月 -「Aidemy」シリーズの受講者数が10万人を突破
  - 6月 - 古河電気工業株式会社と資本業務提携契約を締結。デジタル人材育成から新規事業開発まで共同で実施
  - 11月 - KDDI株式会社と地域のDX人材育成に関する業務提携契約を締結
- 2022年
  - 7月 - 個人のデジタルスキルを可視化するアセスメントテスト 「DSAT (Digital Skill Assessment Test）」をリリース
  - 12月 - 日本ゼオン株式会社と資本提携契約を締結。マテリアルズ・インフォマティクス（ビッグデータ、AIなどのデジタル技術の活用により、材料の製造方法を予測するなど、材料開発の効率化を図る取り組み）領域での本格的な協業を開始。「Aidemy」シリーズの受講者数が20万人を突破[3]
- 2023年
  - 6月22日 - 東証グロースに上場
  - 10月13日 - Webクリエイティブ事業およびWebアプリケーション構築事業を行っている株式会社ファクトリアル（東京都三鷹市）の株式80%を取得し、子会社化することを発表[4]

## グッドデザイン賞受賞
2018年、グッドデザイン賞を受賞する。グッドデザイン賞はデザインの機能や役割、可能性、魅力などを社会に普及・定着させるために企業・行政を奨励することであるため、デザインの優劣を品評しているわけではない。

## 高専での導入
ICT教育ニュースによるとアイデミーは文部科学省の「高専スタートアップ教育環境整備事業」の一環として、9月から、沼津工業高等専門学校（沼津高専）に、AIやデータサイエンス領域の教育機関向けオンライン学習サービス「Aidemy for School」の提供をしている。このサービスのより、画像認識、自然言語処理、機械学習など、AI分野の学習カリキュラムを重点的に準備し、同校の学生の自己学習を支援している。

## Modeloy（モデロイ）
Modeloy（モデロイ）とは開発に加えDX教育とシステム更新の内製化も同時に支援するサービスである。サービス詳細は、Modeloy Business Consulting（課題選定）、Modeloy Data Science Consulting（PoC）、Modeloy Engineering（開発支援）、Modeloy Cloud（実運用プラットフォーム）である。このサービスはコンサルタント・エンジニア・データサイエンティストから成るアイデミーのプロフェッショナルらがプロジェクトを立ち上げ・推進し、社内にノウハウが蓄積する形でサービスを提供している。
日刊工業新聞によると、これを導入後は使用データの更新に伴うAIモデルの更新や修正も、開発元のアイデミーに頼らず自社内で解決できるようサポートされる。

## 買収
2023年10月13日に、株式会社ファクトリアルの株式80%を取得し、子会社化すると発表した。 ファクトリアルとは1年以上、一部案件の委託実績もあり、事業シナジーがあるため子会社化された。正式に子会社となるのは2024年1月4日であると予定されている。